# Akane Yamaguchi
Akane Yamaguchi (山口茜, Yamaguchi Akane), née le 6 juin 1997 dans la Préfecture de Fukui, au Japon, est une joueuse de badminton professionnelle spécialiste du simple dames. Elle est double championne du monde junior de sa discipline (2013 et 2014). En 2013, elle remporte également l'Open du Japon devenant la plus jeune joueuse à gagner un titre Super Series à l'âge de seize ans, trois mois et quatorze jours.

## Palmarès

### Championnats du monde
| Année | Adversaire   | Score               | Résultat       |
| ----- | ------------ | ------------------- | -------------- |
| 2022  | Chen Yufei   | 21–12, 10–21, 21–14 | Vainqueur      |
| 2021  | Tai Tzu-ying | 21–14, 21–11        | Vainqueur      |
| 2018  | P. V. Sindhu | 16–21, 22–24        | Demi-finaliste |

### Jeux asiatiques
| Année | Adversaire   | Score               | Résultat |
| ----- | ------------ | ------------------- | -------- |
| 2018  | P. V. Sindhu | 17–21, 21–15, 10–21 | Bronze   |

### Championnats d'Asie
| Année | Adversaire   | Score               | Résultat  |
| ----- | ------------ | ------------------- | --------- |
| 2022  | Wang Zhiyi   | 21–15, 13–21, 19–21 | Finaliste |
| 2019  | He Bingjiao  | 21–19, 21–09        | Vainqueur |
| 2017  | Tai Tzu-ying | 21–18, 11–21, 18–21 | Finaliste |

### Jeux olympiques de la Jeunesse
| Année | Adversaire  | Score               | Résultat |
| ----- | ----------- | ------------------- | -------- |
| 2014  | He Bingjiao | 24–22, 21–23, 17–21 | Argent   |

### Championnats du monde juniors
| Année | Adversaire     | Score               | Résultat  |
| ----- | -------------- | ------------------- | --------- |
| 2014  | He Bingjiao    | 14–21, 21–18, 21–13 | Vainqueur |
| 2013  | Aya Ohori      | 21–11, 21–13        | Vainqueur |
| 2012  | Nozomi Okuhara | 12–21, 09–21        | Finaliste |

### Compétitions internationales par équipes
| Rang                            | Catégorie    | Année | Lieu                 |
| ------------------------------- | ------------ | ----- | -------------------- |
| Sudirman Cup :                  |              |       |                      |
| 2                               | Équipe mixte | 2015  | Dongguan, Chine      |
| Championnats du monde juniors : |              |       |                      |
| 3                               | Équipe mixte | 2014  | Alor Setar, Malaisie |
| 2                               | Équipe mixte | 2012  | Chiba, Japon         |

### Tournois BWF

#### World Tour
| Année | Tournoi              | Niveau     | Adversaire en finale     | Score                   | Résultats |
| ----- | -------------------- | ---------- | ------------------------ | ----------------------- | --------- |
| 2023  | Open de Singapour    | Super 750  | An Se-young              | 16–21, 14–21            | Finaliste |
| 2023  | Masters de Malaisie  | Super 500  | Gregoria Mariska Tunjung | 21–17, 21–07            | Vainqueur |
| 2023  | Open d'Allemagne     | Super 300  | An Se-young              | 21–11, 21–14            | Vainqueur |
| 2022  | Open du Japon        | Super 750  | An Se-young              | 21–09, 21–15            | Vainqueur |
| 2022  | Open d'Angleterre    | Super 1000 | An Se-young              | 21–15, 21–15            | Vainqueur |
| 2021  | Masters d'Indonésie  | Super 500  | An Se-young              | 17–21, 19–21            | Finaliste |
| 2021  | Open de France       | Super 750  | Ayaka Takahashi          | 21–18, 21–12            | Vainqueur |
| 2021  | Open du Danemark     | Super 750  | An Se-young              | 18–21, 25–23, 16–05 ab. | Vainqueur |
| 2020  | Masters de Thaïlande | Super 300  | An Se-young              | 21–16, 22–20            | Vainqueur |
| 2019  | Open du Japon        | Super 750  | Nozomi Okuhara           | 21–13, 21–15            | Vainqueur |
| 2019  | Open d'Indonésie     | Super 1000 | P. V. Sindhu             | 21–15, 21–16            | Vainqueur |
| 2019  | Open de Malaisie     | Super 750  | Tai Tzu-ying             | 16–21, 19–21            | Finaliste |
| 2019  | Open d'Allemagne     | Super 300  | Ratchanok Intanon        | 16–21, 21–14, 25–23     | Vainqueur |
| 2018  | Open de France       | Super 750  | Tai Tzu-ying             | 22–20, 17–21, 21–13     | Vainqueur |
| 2018  | Open d'Angleterre    | Super 1000 | Tai Tzu-ying             | 20–22, 13–21            | Finaliste |
| 2018  | Open d'Allemagne     | Super 300  | Chen Yufei               | 21–19, 06–21, 21–12     | Vainqueur |

#### Super Series/Grand Prix
| Année | Tournoi                                    | Adversaire en finale   | Score               | Résultats |
| ----- | ------------------------------------------ | ---------------------- | ------------------- | --------- |
| 2017  | Finales mondiales des Super Series – Dubaï | P. V. Sindhu           | 15–21, 21–12, 21–19 | Vainqueur |
| 2017  | Open de Chine                              | Gao Fangjie            | 21–13, 21–15        | Vainqueur |
| 2017  | Open de France                             | Tai Tzu-ying           | 04–21, 16–21        | Finaliste |
| 2017  | Open du Danemark                           | Ratchanok Intanon      | 21–14, 15–21, 19–21 | Finaliste |
| 2017  | Open d'Australie                           | Nozomi Okuhara         | 12–21, 23–21, 17–21 | Finaliste |
| 2017  | Open d'Allemagne                           | Carolina Marín         | Forfait             | Vainqueur |
| 2016  | Open du Danemark                           | Tai Tzu-ying           | 19–21, 21–14, 21–12 | Vainqueur |
| 2016  | Open de Corée du Sud                       | Sung Ji-hyun           | 20–22, 21–15, 21–18 | Vainqueur |
| 2015  | Bitburger Open                             | Busanan Ongbamrungphan | 16–21, 21–14, 21–13 | Vainqueur |
| 2015  | Open du Japon                              | Nozomi Okuhara         | 18–21, 12–21        | Finaliste |
| 2014  | Open de Chine                              | Saina Nehwal           | 12–21, 20–22        | Finaliste |
| 2013  | Open du Japon                              | Shizuka Uchida         | 21–15, 21–19        | Vainqueur |
| 2013  | Open de Nouvelle-Zélande                   | Deng Xuan              | 17–21, 21–18, 20–22 | Finaliste |

 tournois Super Series
 tournois Grand Prix Gold et Grand Prix